# Cattedrale di Santa Sofia (Žytomyr)
La cattedrale di Santa Sofia (in ucraino Собор Святої Софії o Софійський собор?, Sobor Svjatoï Sofiï o Sofijs'kyj sobor) è la cattedrale di Žytomyr, nel capoluogo dell'omonimo oblast dell'Ucraina. Appartiene alla diocesi di Kiev-Žytomyr e la sua costruzione venne ultimata nel 1748.

## Storia

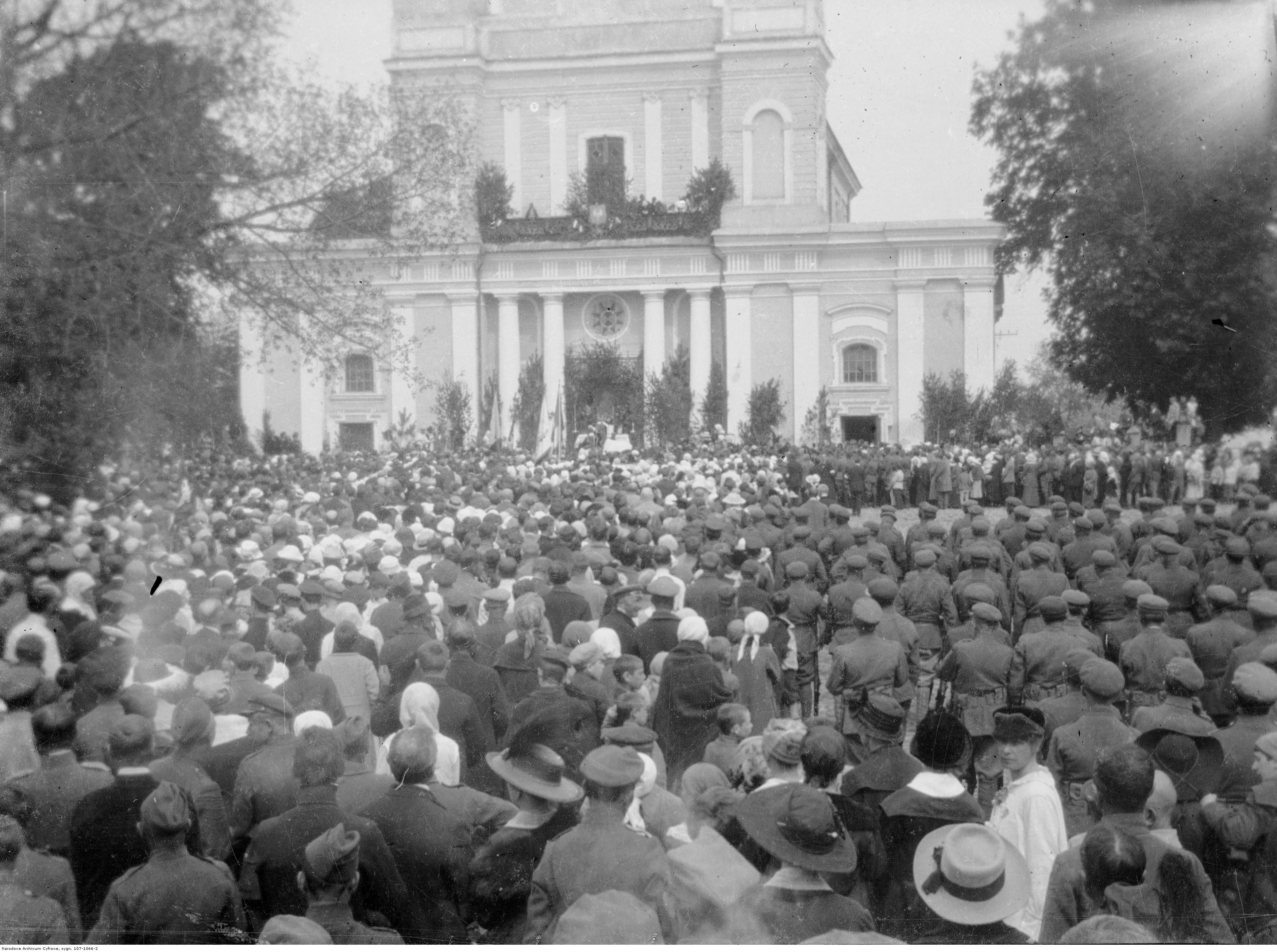
Cerimonia religiosa davanti alla chiesa nel 1920

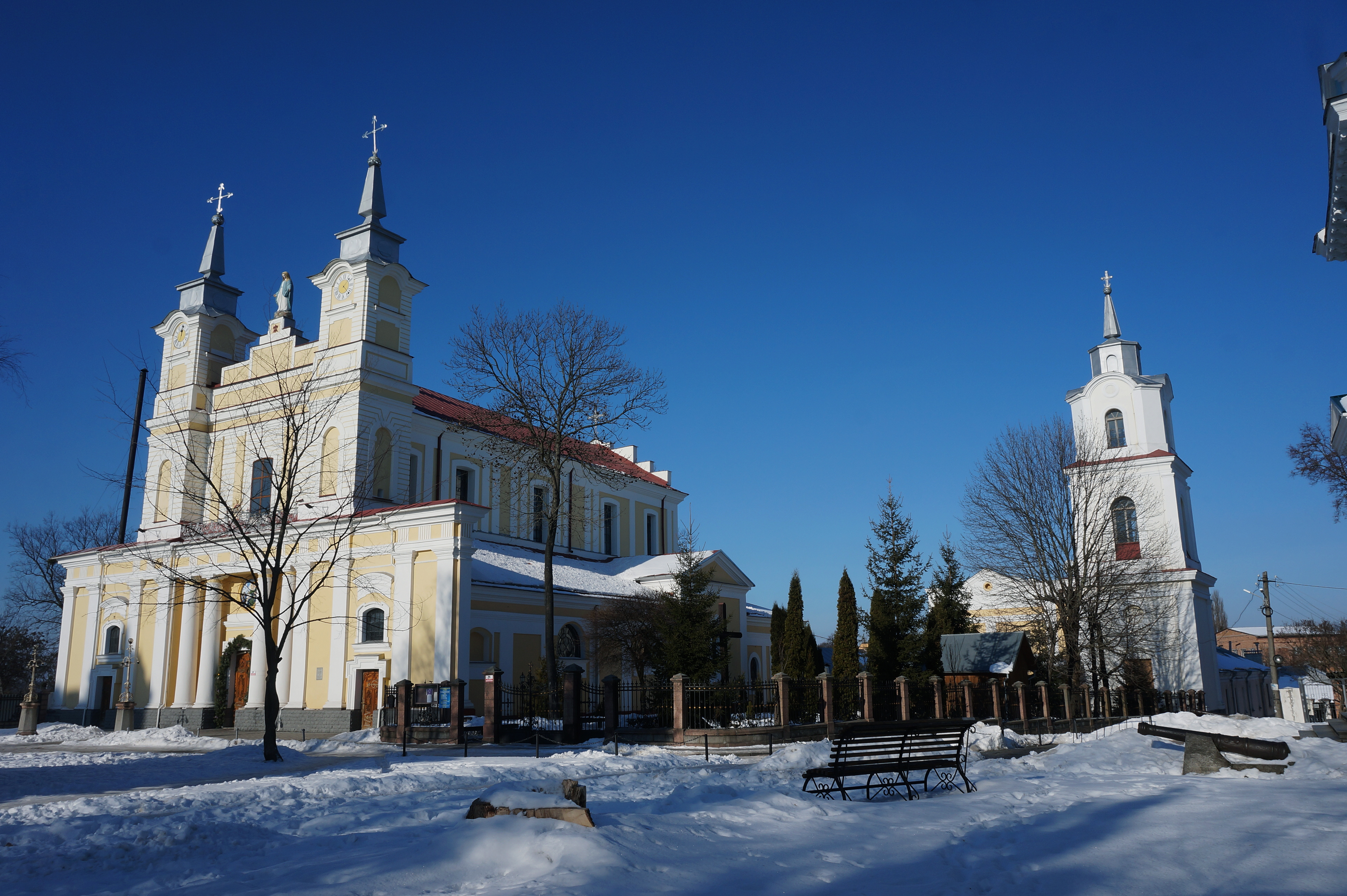
Esterno della cattedrale con la torre campanaria

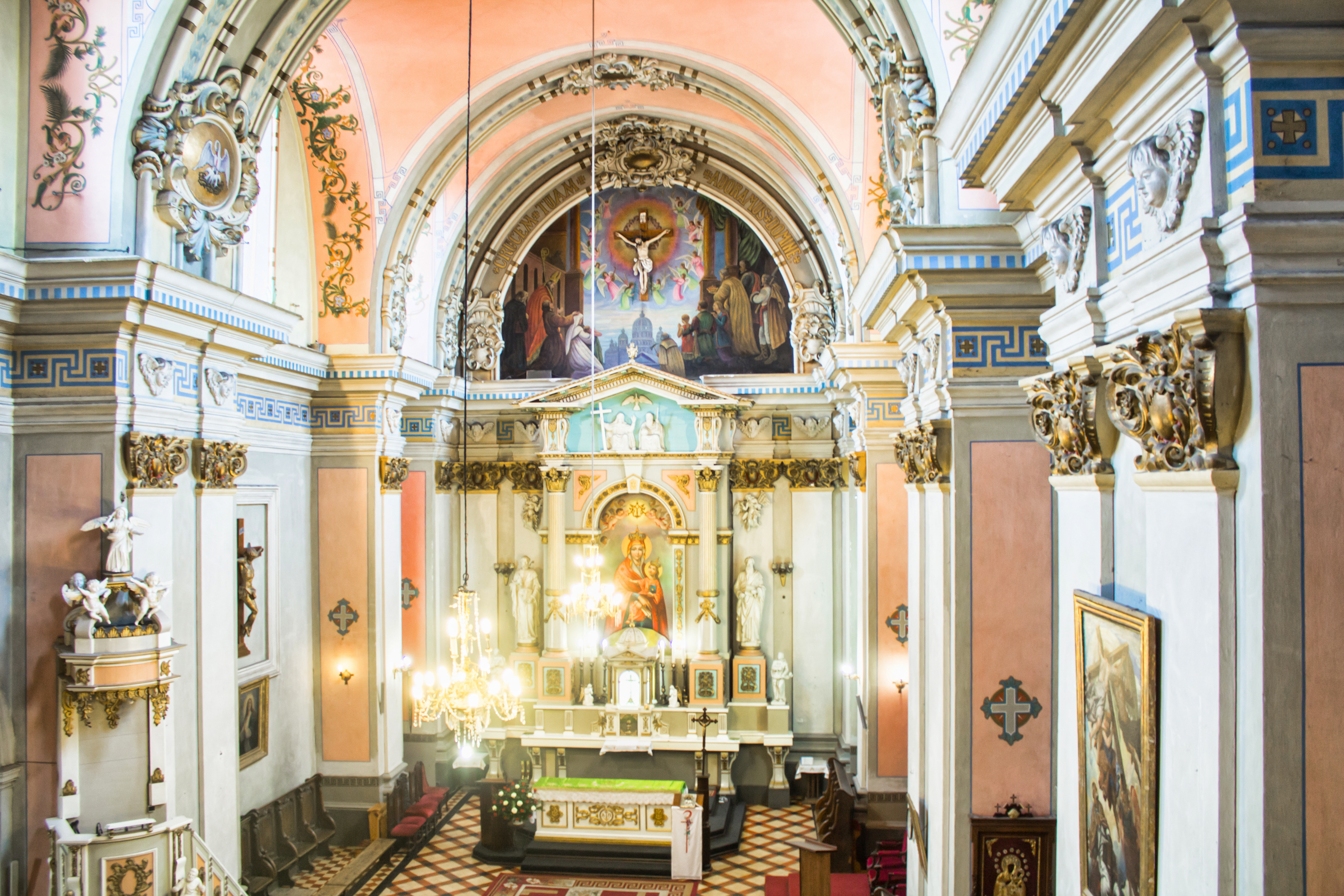
Interno con altare maggiore nel presbiterio

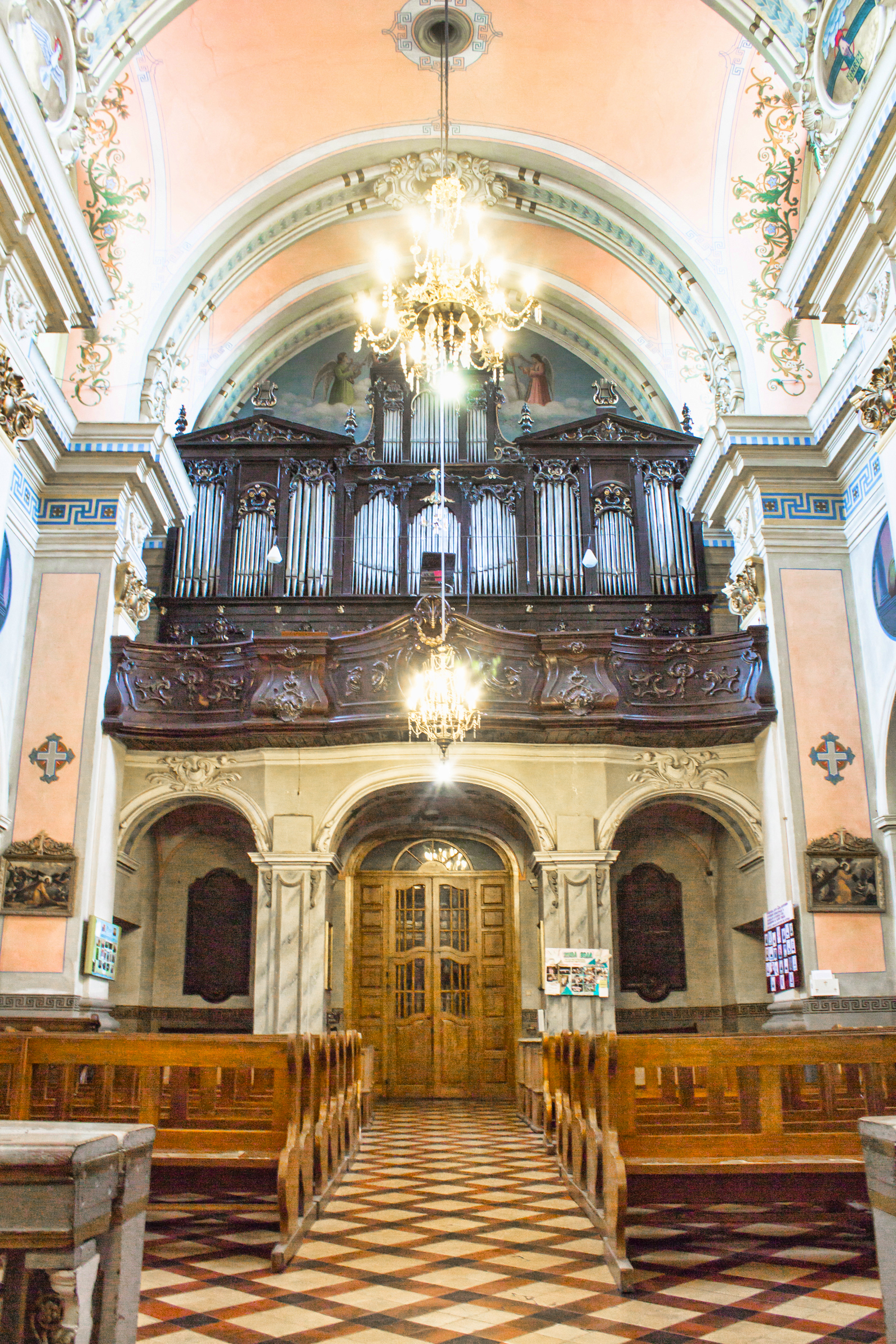
Controfacciata con organo a canne

La chiesa fu costruita tra il 1746 e il 1748 durante il periodo del vescovato di Samuel Jan Ożga. In origine la sua dedicazione fu per la Beata Vergine Maria e la sua statua è stata posta sulla facciata dell'edificio. Sul sito era già stata edificata in precedenza una chiesa in legno, poi abbattuta nel 1737 per errori di progettazione.
Dopo l'incendio che la danneggiò venne ricostruita ampliando la sala con due navate laterali seguendo lo stile neoclassico.
Durante il periodo dell'Unione Sovietica fu chiusa al culto per vari anni e i suoi sacerdoti mandati in campi di lavoro.
Con la dissoluzione dell'Unione Sovietica del 1991 il luogo di culto è stato restaurato, ampliato e riaperto al culto.

## Descrizione

### Esterni
La cattedrale si trova nella parte sud occidentale del centro dell'abitato. La facciata classicheggiante è suddivisa in due ordini. Quello inferiore presenta tre portali tutti architravati e il maggiore è preceduto da quattro colonne doriche.
L'ordine superiore è di minore ampiezza, vi si apre la grande finestra che corrisponde alla zona dell'organo e si conclude con due torri gemelle, con orologi, che stanno ai lati della statua che raffigura la Madonna.
La torre campanaria si alza in posizione arretrata, sulla destra, e staccata dal corpo principale della chiesa.

### Interni
La sala è a tre navate. In controfacciata, sopra l'ingresso, si trova la balconata con l'organo a canne. La sala è riccamente decorata a stucco.
Nel presbiterio è stato realizzato l'adeguamento liturgico con la sistemazione al centro della mensa rivolta al popolo posta davanti all'altare maggiore.